# FS Canis Majoris
FS Canis Majoris (FS CMa), també coneguda com a HD 45677 o MWC 142, és una estrella del tipus B a la constel·lació del Ca Major. Té una magnitud visual aparent d'aproximadament 8.50, havent-hi variat entre magnituds 7.35 i 8.58.
Feinstein i col·legues van informar el 1976 que havia disminuït en 0,9 la magnitud entre 1969 i 1976, mentre que abans en els anys 70 només hi havia variat 0,3 magnituds. De vegades pot variar fins a 0,5 magnituds en un any o 0,1 magnitud en una nit, i no sembla que hi haja cap període regular respecte a la seva variabilitat.
L'astrònom Anatoly Miroshnichenko l'ha convertit en el prototip d'un nou tipus d'estrelles variables, les variables FS Canis Majoris. Es tracta d'estrelles de color blanc-blau que presenten una emissió de línies prohibides i un fort excés d'infrarojos que suggereix estels molt joves (pre-seqüència principal), però no s'hi troben en regions formadores d'estrelles. Tampoc no semblaven ser estrelles que hagueren evolucionat de la seqüència principal cap a estrelles gegants o supergegants. Ara hom creu que són estrelles seqüencials principals que han absorbit o absorbeixen matèria, molt probablement d'una estrella companya, i estan envoltades d'una closca polsosa compacta. Hom creu que aquestes estrelles són col·laboradores importants de la pols interestel·lar.
El seu tipus espectral s'ha classificat anteriorment tant com a B2III o B2V i la seva magnitud bolomètrica de -4,89. No obstant això, la investigació del seu espectre el 2006 va demostrar que FS Canis Majoris és un sistema binari. El sistema és entre 1250 i 8000 vegades més lluminós que el Sol. Un càlcul dona com a masses primàries i secundàries a 9,3 ± 0,5 i 4,8 ± 0,9 masses solars i de radi 6,6 ± 0,5 i 2,9 ± 0,6 vegades el del Sol i unes temperatures superficials de 21.600 ± 350 i 16.380 ± 1670 K respectivament.